# Vukodlak
Vukodlak (slav. vlъkodlakъ), poznat i kao likantrop (grč. λυκάνθρωπος), u mitologiji je osoba koja mijenja oblik u vuka pomoću čarolije ili kletve. Srednjovjekovni kroničar Gervase Tilburyski povezao je preobrazbu s punim mjesecom, no rijetko se rabila sve do uporabe u modernim književnim djelima. Prema pučkom vjerovanju od vukodlaka se može obraniti glogovim trnom i kolcem, vatrom i prevrnutim stvarima, a miješavinom književnih djela i narodnih legendi stvoreno je vjerovanje da se vukodlaka može ubiti uporabom srebrnih metaka.
Legenda o vukodlacima raširena je po Europi, ali slične predaje javljaju se i u drugim dijelovima svijeta. 

## Veza između vukodlaka i vampira
Prema pučkom vjerovanju vukodlak se poistovjećuje s vampirom, odnosno mrtvacem koji noću ustaje iz groba, naduven i bez kostiju, u liku vuka ili kao "duplikat" u obliku leptira te napada ljude i pije im krv. Vjerovalo se da se zao čovjek povampiri ili povukodlači ako je umro bez svijeće ili ako je preko njega prešla neka životinja. Nekad se držalo da vukodlaci nakon smrti postaju vampiri. U Istri i Sloveniji naziva za vukodlaka i vampira je istovjetan i glasi kudlak, slično je i u Albaniji gdje se vampira naziva vrykolakas ili vurkolak. Vukodlaci spadaju u skupinu legendarnih zvijeri.

## Legende o vukodlacima u Hrvatskoj
U Hrvatskoj postoji nekoliko legenda o vukodlacima. Jedna od starijih legenda je ona o psoglavu u središnjoj Istri. Psoglav je navodno živio u špiljama i hranio se ljudskim i životinjskim mesom, a imao je ljudsko tijelo i pseću glavu. Slična legenda je postojala i u Indiji (opisao ju je Marko Polo) i nekim drugim dijelovima svijeta. Legende o vukodlacima su postojale i na otoku Pašmanu.
Najmodernija legenda u Hrvatskoj je ona o tzv. šibenskom vukodlaku, koji se pojavio u prosincu 2006. godine.